# 奧爾森峰

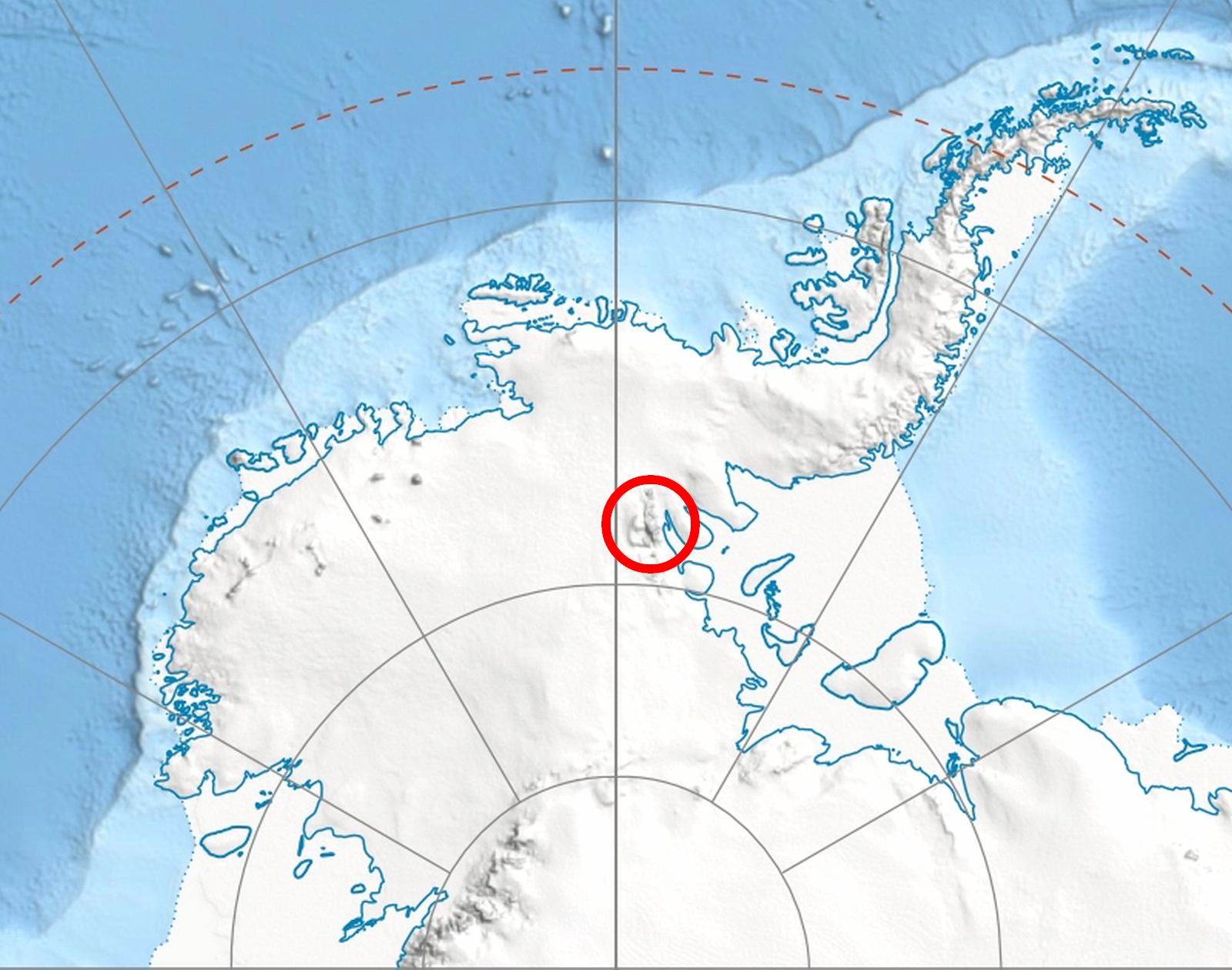

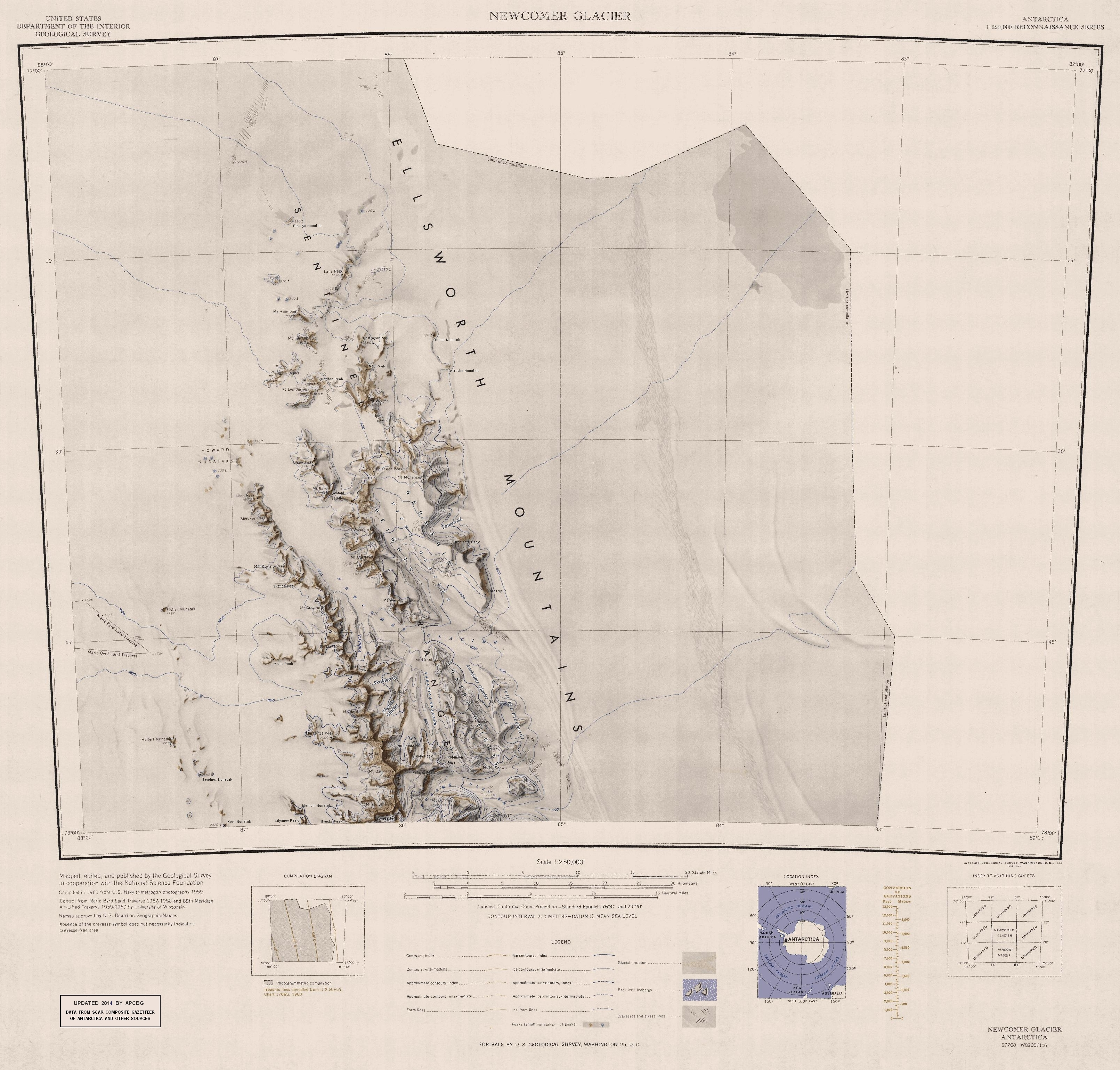

奧爾森峰（英語：Olsen Peak），是南極洲的山峰，位於埃爾斯沃思地，處於懷亞特厄普山西北面3.7公里，屬於埃爾斯沃思山脈中森蒂納爾嶺的一部分，海拔高度2,140米，現時由南極條約體系管理。